# Erysimum olympicum
Erysimum olympicum là một loài thực vật có hoa trong họ Cải. Loài này được Boiss. mô tả khoa học đầu tiên năm 1867.